# 5sang14
5sang14 est un groupe de rap montréalais composé de Lost, White-B, Capitaine Gaza, MB et Random.

## Formation
Initialement formé en 2012,,, le quintet récolte plus d'une centaine de milliers de vues sur son premier vidéoclip Avertissement, paru en 2013. 
Le nom 5sang14 rappelle l'indicatif montréalais (514), l’unité de cinq individus, liés comme les cinq doigts de la main et les liens de sang d’une famille.  
Le collectif produit des singles indépendamment des maisons de disques,, jusqu'à sa signature avec Joy Ride Records pour la parution d'un premier album,,.  
Les membres du groupe se produisent aussi en artistes solos, au total, on compte quatre disques d'or reçus par des membres de 5sang14 pour les chansons : Mauvais Garçons,, La Folle,, P.R.M.F et Le bonheur des autres,. 